# 追想ジャーニー
『追想ジャーニー』（ついそうジャーニー）は、 2022年11月11日に公開された日本映画。監督は 谷健二、主演は藤原大祐。                     
高校生の男子が突如現れた謎の男（30年後の自分）と舞台上で展開される追想の旅をしていく姿が描かれる。

## あらすじ
高校生の文也は塾をさぼったと母親に責められたことで憎まれ口を叩き、そのまま居眠りしてしまい、気がつくと舞台の上にいた。目の前には謎の男が現れ、「今日がお前の正念場だ。ここを逃したら一生後悔することになるんだぞ」と言い出す。
そして、男が合図をすると劇がスタートし、同級生で幼馴染みのくるみが高校の教室になった舞台上に現れる。ふたりで話していると、同じく同級生ゆりえも姿を現す。ゆりえは美人で大人っぽいと文也が付き合いたいと考えている女子だが、くるみのことも想っていた。
ふたりからはどちらを選ぶか迫られ、夢なのか現実なのかも分からない中でゆりえを選ぶ。謎の男は自分は30年後の文也で、この舞台は現実であり過去の出来事を追想の上、人生の重要な分岐点での選択をする場所だと話すが、実感のわかない文也はその後も安易な選択を繰り返してしまう。

## キャスト
文也〈18〉
演 - 藤原大祐
高校生。謎の男（30年後の自分）とともに、舞台上で展開される追想の旅（18歳の文也にとっては今後の人生の旅）をしていく。
謎の男〈48〉
演 - 高橋和也
30年後の文也。謎の催眠術師に退行催眠をかけられ、高校生の時の自分とともに追想の旅を行い、人生を見直していく。
くるみ〈18〉
演 - 髙石あかり
文也の同級生で幼馴染み。保育園の時、文也から結婚を申し込まれ、ずっと文也のことを想っていた。
ゆりえ〈18〉
演 - 岡本莉音
文也の同級生。追想の舞台でも高校生の文也から告白され交際をする。
だが、最初から結婚などは考えておらず、間もなく別れている。
くるみ〈33〉
演 - 佐津川愛美
33歳の時点のくるみ。文也が美奈子と別れた後に2年ほど同棲しているが、くるみの方から退屈な文也に耐えきれず別れている。
美奈子
演 - 真凛
文也とバイト先が同じで、文也の夢を一緒に叶えたいと文也に告白し交際している。
文也との子を妊娠し結婚するが、しばらくして離婚し、娘は美奈子が引き取っている。
ひまり
演 - 伊礼姫奈
美奈子と文也の娘。高校生の時に文也に会いたいと連絡するが、返事はなく会えないままだった。
追想の舞台で初めて文也に会って話をしている。
文也の父親
演 - 外山誠二
妻が浮気相手と駆け落ちして以来、朝から酒浸りの毎日を送っている。
文也の母
演 - 赤間麻里子
文也の大学進学のため、一日中パートで働いている。後日、パート先の男性と浮気の上駆け落ちしている。
催眠術師
演 - 根本正勝
48歳の文也に退行催眠をかけ、追想の旅をさせる。
高校生
演 - 設楽銀河
知らない人に頼まれたと言って「謎の男」にメモを手渡す。

## スタッフ
- 監督 - 谷健二
- 脚本 - 竹田新[2]
- 音楽 - 寺田テツオ、北村友佳[2]
- 主題歌 - OAU「世界は変わる」（NOFRAMES recordings)[3]
- プロデューサー - 佐伯寛之、峯達朗[2]
- 撮影 - 今井哲郎
- 録音 - 古茂田耕吉
- 美術 - 野中茂樹
- スタイリスト - 平田晴海
- ヘアメイク - 成谷充未、 馬場良美
- 整音 - 岩波昌志
- ミキサー - 岩波昌志
- キャスティング - 北田由利子
- 企画協力 - 佐東みどり
- 配給 - セブンフィルム[2]
- 製作 -「追想ジャーニー」製作委員会[2]